# FC Rapperswil-Jona
Fussball Club Rapperswil-Jona w skrócie FC Rapperswil-Jona – szwajcarski klub piłkarski, grający w Swiss Challenge League, mający siedzibę w mieście Rapperswil-Jona.

## Historia
Klub został założony 19 października 1928 roku. W sezonie 2016/2017 wygrał rozgrywki 1. Liga Promotion i po raz pierwszy w swojej historii wywalczył awans do Swiss Challenge League (II poziom rozgrywkowy). W sezonie 2018/2019 spadł z niej i wrócił do 1. Liga Promotion.

## Sukcesy
- 1. Liga Promotion:

mistrzostwo (1): 2016/2017

## Stadion
Domowe mecze klub rozgrywa na stadionie o nazwie Stadion Grünfeld, położonym w mieście Rapperswil-Jona. Stadion może pomieścić 2500 widzów.

## Reprezentanci kraju grający w klubie
Stan na listopad 2019
| - Michel Morganella - Kim Jaggy - Joël Kiassumbua - Dominic Imhof - Nakim Youssoufa - Vladimir Martinović | - Yanik Frick - Ralf Oehri - Michele Polverino - Dennis Salanović - Stéphane Nater |